# Stuckenia macrocarpa
Stuckenia macrocarpa là một loài thực vật có hoa trong họ Potamogetonaceae. Loài này được (Dobrocz.) Tzvelev miêu tả khoa học đầu tiên năm 1999.